# Serra de Moixeró

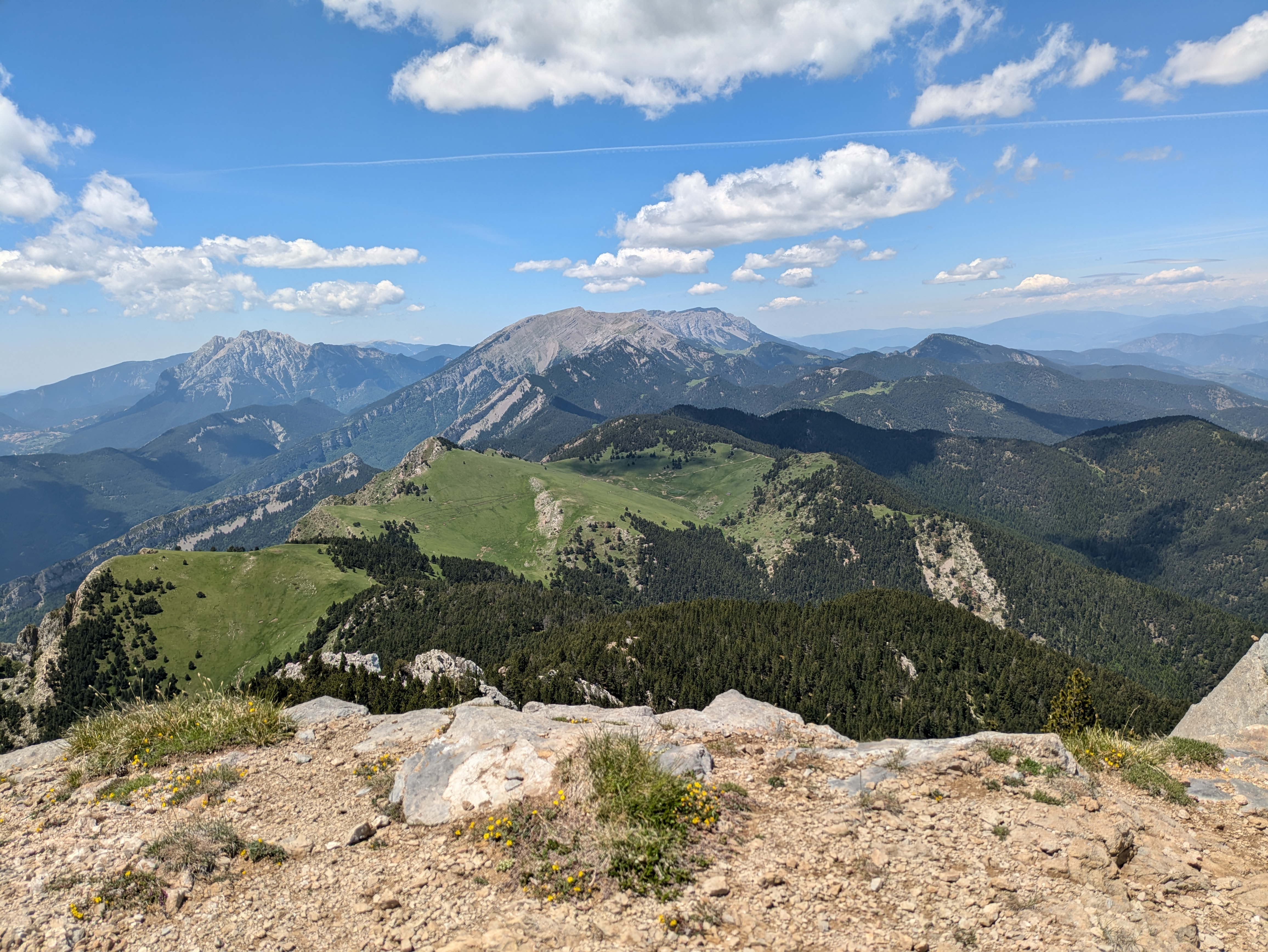
Serra de Moixeró, vista des de Penyes Altes de Moixeró. A la distància, al centre: Comabona.

La Serra de Moixeró és una serra del nord de Catalunya, als Pirineus Orientals, que s'estén en direcció oest-est, des del Coll de Pendís fins al Coll de Jou.

## Geografia
El Moixeró fa de límit de les comarques de la Baixa Cerdanya (Bellver, Riu de Cerdanya, Urús) i el Berguedà (a l'enclavament de Gréixer, a Guardiola de Berguedà).
La totalitat del Moixeró forma part del Parc Natural Cadí-Moixeró, juntament amb la Serra de Cadí, el massís del Pedraforca i gran part de la Tosa d'Alp i el Puigllançada.
Juntament amb la Serra del Cadí forma un contrafort d'oest a est, que sol confondre o atribuir el nom de Cadí fins a la Serra de Moixeró, la Tosa d'Alp i el Pedraforca. Fins i tot el túnel que travessa el Moixeró és anomenat túnel del Cadí.

## Geologia
Pel seu caràcter més antic (paleozoic i ja format en l'orogènesi varisca) respecte al Cadí, constitueix en aquest sector el començament dels Pirineus axials a partir del coll de Pendís (1.760 m altura), continuat per la Tosa d'Alp i el Puigllançada fins enllà de la collada de Toses.
Forma la divisòria entre les conques del Segre i del Llobregat.
Els nuclis orogràfics més destacats són el turó de Prat Agre (2.012 m alt), el Moixeró (2.078 m) i el pla del Moixeró (2.063 m), les Penyes Altes de Moixeró (2.276 m), el serrat de la Miquela (2.161 m), les Soquetes (2.181 m) i el coll de Jou (2.000 m), on arriben els estreps de la Tosa.
El vessant cerdà davalla gradualment cap a la plana herciniana de la Cerdanya per torrenteres que obren el camí.
El vessant del Berguedà, drenat pel riu de Gréixer, afluent del Bastareny, i que talla conseqüentment l'estructura, presenta línies de replans paral·lels a la carena. La pedra de Gréixer, riolites efusives bigarrades, és un cas isolat; dominen les calcàries devonianes als cims i els esquistos carbonífers al voltant i vers l'est.

### Altitud i cims
| Cims del massís         | Altura (msnm) |
| ----------------------- | ------------- |
| Penyes Altes de Moixeró | 2.275,9       |
| Les Soquetes            | 2.200         |
| Cap del Pont            | 2.101         |
| Moixeró                 | 2.090         |
| Puig Cubell             | 2.088         |
| Turó de Prat Agre       | 2.016         |

## Vegetació
La vegetació és de pi roig o avet, amb rodals de faig, fins a uns 1.800 metres, on comença el pi negre, i a partir dels 2.000 metres prats o roques blanquinoses, segons la forma de l'alteració atmosfèrica per formar sòls.

## Població i comunicacions
No hi ha nuclis de població dins de la serralada, únicament algunes cases aïllades i refugis de muntanya.

### Refugis de muntanya
| Refugis de Muntanya                       | Altura (msnm) |
| ----------------------------------------- | ------------- |
| Refugi de Sant Jordi                      | 1.565         |
| Refugi forestal dels Cortals de l'Ingla   | 1.610         |
| Refugi forestal del Serrat de les Esposes | 1.511         |
| Refugi forestal del Cortal d'en Vidal     | 1.451         |

L'economia local es basa en el sector primari (ramaderia, forestal i cinegètic) o terciari (turisme).
El conjunt de la serra és un obstacle per a les comunicacions viàries; únicament pot ésser franquejada pels colls als laterals: coll de Pendís (1.781msnm) i coll de Jou (2.021 msnm), únicament per senders pedestres, no aptes per la circulació motoritzada.
La carretera E-09, C-16 Eix del Llobregat creua la serra de Moixeró, pel sector del serrat de la Miquela, a través del túnel del Cadí.

### Senders presents a la serralada
- GR 107 Camí dels Bons Homes, creua la serra de Moixeró pel Coll de Pendís.
- GR 150 Sender de circumval·lació al Parc Natural del Cadí-Moixeró, no creua la serra del Moixeró i l'envolta per fora.
- PR-C 125  Recorregut circular que des de l'Hostalet arriba al refugi de Sant Jordi, al peu de la serra de Moixeró.